# Amietia johnstoni
Espèce
Synonymes
- Rana johnstoni Günther, 1894 "1893"
- Afrana johnstoni (Günther, 1894)

Statut de conservation UICN

 EN B1ab(iii) : En danger
Amietia johnstoni est une espèce d'amphibiens de la famille des Pyxicephalidae.

## Répartition
Cette espèce est endémique du Sud du Malawi. Elle se rencontre au-dessus de 2 000 m d'altitude dans le massif Mulanje,.

## Étymologie
Cette espèce est nommée en l'honneur de Harry Johnston.

## Publication originale
- Günther, 1894 "1893" : Second report on the reptiles, batrachians, and fishes transmitted by Mr. H. H. Johnston, C.B., from British Central Africa. Proceedings of the Zoological Society of London, vol. 1893, p. 616-628 (texte intégral).